# Chenghuangtempel van Huzhou
De Chenghuangtempel van Huzhou is een daoïstische tempel die gewijd is aan de  daoïstische god Chenghuang. Chenghuang is de god van het lokale gebied Huzhou. De tempel staat in Huzhou en werd in 1369 gebouwd, ten tijde van de Ming-dynastie. In 1454 werd de tempel gerenoveerd en dat gebeurde ook in 1474. De eeuwen daarop is de tempel ook meerdere keren gerenoveerd. Na de Xinhai-revolutie kregen de krijgsheren de macht in dit gebied. Deze wilden de tempel vernielen. De lokale bevolking protesteerde hiertegen en de tempel veranderde van naam. De tempel werd hernoemd tot Lugongtempel (勞公祠). Tegenwoordig heeft de tempel weer zijn oorspronkelijke naam. Van de tempel is alleen nog de hoofdhal over. De Ming-dynastiearchitectuur van het gebouw is bewaard gebleven. 